# Академическая гребля на летних Олимпийских играх 2016 — четвёрки парные (женщины)
Соревнования по академической гребле среди четвёрок парных у женщин на летних Олимпийских играх 2016 года пройдут с 6 по 10 августа в лагуне Родригу-ди-Фрейташ. В соревнованиях примут участие 40 спортсменок из 10-ти стран. Действующими олимпийскими чемпионками в данной дисциплине являются гребчихи Украины.

## Призёры
| Золото                                                           | Серебро                                                                   | Бронза                                                                       |
| Германия · Аннекатрин Тиле · Карина Бер · Юлия Лир · Лиза Шмидла | Нидерланды · Шанталь Ахтерберг · Николь Бёкерс · Инге Янссен · Карлин Бау | Польша · Мария Спрингвальд · Йоанна Лещинская · Агнешка Кобус · Моника Цячух |

## Рекорды
До начала летних Олимпийских игр 2016 года мировой и олимпийский рекорды были следующими:
| Мировой рекорд     | Германия | 06:06,840 | Амстердам | 30 августа 2014 |
| Олимпийский рекорд | Китай    | 06:11,830 | Пекин     | 10 августа 2008 |

## Расписание
Время местное (UTC−3)
| Дата       | Время       | Раунд                  |
| ---------- | ----------- | ---------------------- |
| 6 августа  | 13:10–13:30 | Предварительные заезды |
| 8 августа  | 10:10       | Отборочный заезд       |
| 10 августа | 10:40       | Финал A                |

## Соревнование

### Предварительный этап
Первый экипаж из каждого заезда напрямую проходит в финал соревнований. Все остальные спортсменки попадали в отборочный заезд, где были разыграны ещё две путёвки в следующий раунд.

#### Заезд 1
| Место | Спортсмены                                                        | Страна     | Время   | Отставание | Примечания |
| ----- | ----------------------------------------------------------------- | ---------- | ------- | ---------- | ---------- |
| 1     | Дарина Верхогляд Алёна Буряк Анастасия Коженкова Евгения Нимченко | Украина    | 6:35,48 | +0,00      | F          |
| 2     | Джессика Холл Керри Хор Дженнифер Клири Мэделин Эдмундс           | Австралия  | 6:37,43 | +1,95      | R          |
| 3     | Шанталь Ахтерберг Николь Бёкерс Инге Янссен Карлин Бау            | Нидерланды | 6:38,58 | +3,10      | R          |
| 4     | Чжан Лин Цзян Янь Ван Юйвэй Чжан Синьюэ                           | Китай      | 6:40,21 | +4,73      | R          |

#### Заезд 2
| Место | Спортсмены                                                    | Страна   | Время   | Отставание | Примечания |
| ----- | ------------------------------------------------------------- | -------- | ------- | ---------- | ---------- |
| 1     | Аннекатрин Тиле Карина Бер Юлия Лир Лиза Шмидла               | Германия | 6:30,86 | +0,00      | F          |
| 2     | Мария Спрингвальд Йоанна Лещинская Агнешка Кобус Моника Цячух | Польша   | 6:33,43 | +2,57      | F          |
| 3     | Грейс Лац Трэйси Айссер Меган Кэлмоу Эдриенн Мартелли         | США      | 6:40,78 | +9,92      | R          |

### Отборочный этап
Четыре экипажа проходят в финал A соревнований. Спортсменки, пришедшие к финишу последними, выбывают из дальнейшей борьбы за медали.
| Место | Спортсмены                                                    | Страна     | Время   | Отставание | Примечания |
| ----- | ------------------------------------------------------------- | ---------- | ------- | ---------- | ---------- |
| 1     | Шанталь Ахтерберг Николь Бёкерс Инге Янссен Карлин Бау        | Нидерланды | 6:24,61 | +0,00      | F          |
| 2     | Мария Спрингвальд Йоанна Лещинская Агнешка Кобус Моника Цячух | Польша     | 6:25,49 | +0,88      | F          |
| 3     | Чжан Лин Цзян Янь Ван Юйвэй Чжан Синьюэ                       | Китай      | 6:28,49 | +3,88      | F          |
| 4     | Грейс Лац Трэйси Айссер Меган Кэлмоу Эдриенн Мартелли         | США        | 6:28,54 | +3,93      | F          |
| 5     | Джессика Холл Керри Хор Дженнифер Клири Мэделин Эдмундс       | Австралия  | 6:28,60 | +3,99      |            |

### Финал
| Место | Спортсмены | Страна | Время | Отставание |
| ----- | ---------- | ------ | ----- | ---------- |
| 1     |            |        |       |            |
| 2     |            |        |       |            |
| 3     |            |        |       |            |
| 4     |            |        |       |            |
| 5     |            |        |       |            |
| 6     |            |        |       |            |